# Эмери I (виконт Нарбонна)

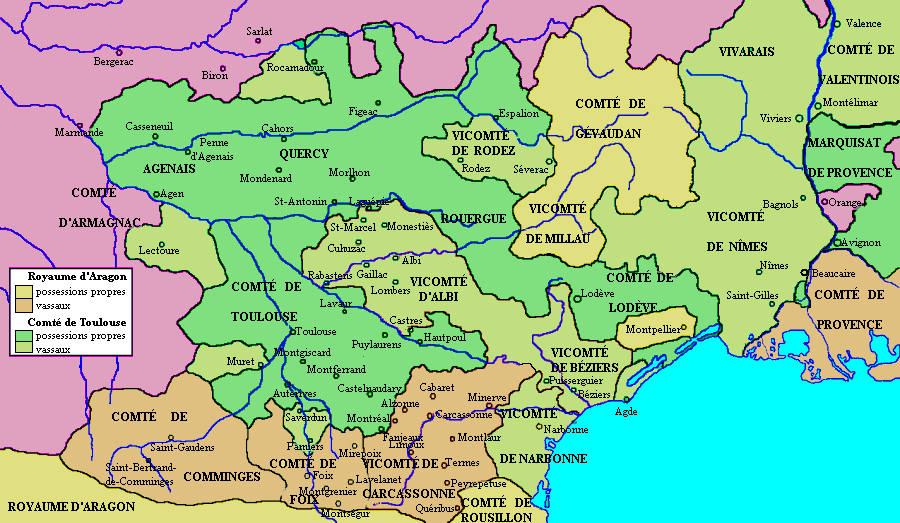
Виконтство Нарбонна на карте Окситании

Эмери I (фр. Aymeri Ier de Narbonne; умер в 1105 в Святой Земле) — виконт Нарбонны с 1071 года.
Сын виконта Бернара Нарбонского. После смерти отца до совершеннолетия находился под опекой дяди — Пьера Беранже, епископа Родеза (1053—1079), архиепископа Нарбоннского (1079—1085/1086), который с начала своего регентства принял титул виконта.
Постоянно конфликтовал по поводу власти в городе с преемниками дяди на архиепископской кафедре Далмацием и Бертраном Эмери.
В 1093 году отдал монахам-бенедиктинцам лес Фонфруад. Позднее там было основано одноименное цистерцианское аббатство.
В 1103 году Эмери I отправился в Святую Землю, где и умер.
Между 1085 и 1087 годом Эмери женился на Маго (Матильде) Апулийской, дочери Роберта Гвискара, вдове Раймона Беренгара II, графа Барселоны. Из детей известны только сыновья:
- Эмери II (ум. 1134), виконт Нарбонна
- Гвискар
- Беранже (ум. 1162), архиепископ Нарбонна с 1156.